# Dumbrăveni (Vrancea)
Pour les articles homonymes, voir Dumbrăveni.
Dumbrăveni est une commune de Roumanie située dans le județ de Vrancea.
La ville compte 4 281 habitants en 2011.